# Maestranza de caballería
Las reales maestranzas de caballería son corporaciones nobiliarias creadas en la época moderna por caballeros particulares (más tarde la Corona las protegió), con la intención de que la nobleza se ejercitase en el manejo de la equitación y las armas, prácticas entonces cada vez más en desuso por el proceso imparable de creación de una aristocracia cortesana. La caballería era en el siglo XVI el cuerpo militar natural de la nobleza. Actualmente, en cuanto meras asociaciones se rigen por la Ley 1/2002, de 22 de marzo reguladora del derecho de asociación, así como sus propios estatutos.

## Historia
Gracias a estas instituciones nobiliarias se disponía de una caballería financiada directamente por los mismos maestrantes. Las Reales Maestranzas se organizaban bajo la advocación de un santo patrón y se organizaban internamente de la misma forma que una cofradía religiosa. 
Felipe II mandó expedir varias reales cédulas el día 6 de septiembre de 1572, dirigidas inicialmente a ochenta y ocho ciudades de todos los reinos de Castilla -entre ellas las ciudades andaluzas de Antequera, Jerez de la Frontera, Ronda y Sevilla-, en la que animaba a las distintas noblezas locales a organizarse en hermandades nobiliarias con los fines anteriormente expuestos. La iniciativa regia tuvo éxito por doquier, y así en Segovia se organizaron los Linajes para construir una tela y palenque donde entrenarse. El 10 de octubre de ese mismo año se reunió el Cabildo municipal de Antequera acordando constituir en la ciudad y por sus hijosdalgos una Cofradía de Caballeros. El 3 de agosto de 1573 la nobleza de Ronda crea la Hermandad del Santo Espíritu bajo la advocación de Nuestra Señora de Gracia, antecedente de la actual Real Maestranza de Caballería de Ronda, que se constituiría como tal el 17 de octubre de 1706, a imagen de lo que unos años antes había sucedido en Sevilla. Sevilla igualmente había creado una cofradía bajo la advocación de San Hermenegildo, la cual entraría en decadencia rápidamente. Ya en 1670 se constituye una junta de nobles que toma como patrona a Nuestra Señora del Rosario y un año después se redactan las ordenanzas de la Real Maestranza de Caballería de Sevilla. La Real Maestranza de Caballería de La Habana, única establecida en una capital ultramarina y de adscripción hispano-americana (1709), quedó encomendada bajo el patronato de la Inmaculada Concepción.
Los requisitos para el ingreso son ser ciudadano español, mayor de dieciséis años, profesar la religión católica, estar en pleno goce de sus derechos civiles, probar la nobleza, así como la hidalguía, en muchos casos de sus cuatro primeros apellidos y de los dos de su esposa, si el aspirante estuviese casado, no haber ejercido oficios viles ni mecánicos, ni comercio. Todo ello por medio de informaciones de testigos ante la autoridad de los lugares de donde fuesen vecinos, tener una conducta moral intachable y poseer posición económica desahogada.

Ronda (1572)
Sevilla (1670)
Granada (1686)
Valencia (1690)
Habana (1709)
Zaragoza (1819)
Castilla (1992)
San Fernando (1999)

## Reales maestranzas de caballería modernas
Las reales maestranzas de caballería surgieron en Andalucía a finales del siglo XVI, siendo la primera de todas ellas la de Ronda, establecida en 1573, seguida de la de Sevilla, creada en 1670. Nuestra Señora del Triunfo se convierte en la patrona de la Real Maestranza de Caballería de Granada, creada en 1686 a imitación de la sevillana. 
Once años más tarde se creó la Real Maestranza de Caballería de Valencia. Muy posteriormente nació la Real Maestranza de Caballería de Zaragoza, nacida en 1819 de la antigua Cofradía de Caballeros Hijosdalgo de San Jorge.
Dos casos distintos son los de la Maestranza de Caballería de San Fernando, creada en 1999 para agrupar a los descendientes de los caballeros de la Real y Militar Orden de San Fernando. Ambas requieren pruebas nobiliarias para ser recibidos en ellas, pero tienen además categorías en las que se admiten a personas con otras distinciones.

## Reales maestranzas de caballería hispano-americanas
La Real Maestranza de Caballería de La Habana, única de Ultramar, fue fundada en el año 1709, por inspiración del sevillano Laureano de Torres Ayala (1649-1725), caballero de la Orden de Santiago y marqués de Casa Torres. En su constitución participaron ilustres regidores habaneros y españoles, adoptando las ordenanzas de la de Sevilla. Fue aprobada por el rey Felipe V de España, mediante Real Decreto de 26 de agosto de 1713. Aunque es un asunto poco conocido, el monarca  aprobó la Real Maestranza con la finalidad de ayudar a la defensa siempre difícil de Cuba y las Antillas españolas de los continuos ataques corsarios, en un periodo de turbulencias causado por la guerra de Sucesión peninsular y las amenazas de invasión inglesa. 
Por imitación a la situación metropolitana y probablemente por influencia del caso cubano, con motivo de las fiestas realizadas en México durante 1789 para celebrar la proclamación de Carlos IV un grupo de 31 caballeros novohispanos, algunos miembros de las maestranzas ya existentes, con el apoyo del virrey Juan Vicente de Güemes, II conde de Revilla Gigedo, pidieron la autorización real para crear la Real Maestranza de Caballería de México. Elevaron una instancia, el 3 de febrero de 1790. La iniciativa fue desautorizada por el Consejo de Indias ante la desconfianza que provocaba cualquier tipo de organización autónoma de la nobleza americana por el peligro de fomentar un posible germen independentista.

## Maestranzas de caballería desaparecidas
Tenemos constancia de la existencia varias maestranzas de caballería en distintas ciudades españolas. Su decadencia y desaparición se debió a diferentes causas, como la prohibición del uso de las armas cortas de fuego, abandono de antiguas costumbres de vestimenta típicas de las prácticas de la jineta, la decadencia de la cría caballar en el sur de España, etcétera.
En 1728 se realizó una consulta al Rey por parte de la ciudad de Carmona en la que se daba cuenta de la existencia de la Maestranza de Carmona que se regirá desde 1732 por las ordenanzas de la Real Maestranza de Caballería de Sevilla.
También en 1728 Felipe V responde afirmativamente a un memorial presentado por los caballeros Diego Chacón y Rojas y su hijo Juan con el fin de reorganizar, a imagen de lo que había sucedido unos años antes con las de Sevilla y Granada, según exponen, la Maestranza de Antequera bajo el patrocinio de Nuestra Señora de los Remedios. Esta institución se rigió bajo unas ordenanzas que se conservaban en el Archivo General Militar de Segovia. Dicha Maestranza estuvo en funcionamiento como tal hasta finales de siglo, en que se transformaría en la "Sociedad Ecuestre Antequerana", la cual ha llegado hasta nuestros días en forma de Círculo Recreativo.
Tres años más tarde una serie de caballeros solicitaron al rey formar la Maestranza de Jaén, pero la Junta de Caballería del Reino contestó de forma negativa. El mismo caso se dio con la Maestranza de Utrera en 1732.  En cambio, en 1739, la Junta de Caballería dictaminó a favor de la erección de la Maestranza de Jerez de la Frontera, que sí llegó a funcionar. 
Por último, en 1758 se pidió la aprobación de la Maestranza de Palma de Mallorca, a lo que se contestará favorablemente, rigiéndose a partir de entonces por unas ordenanzas propias. Otros proyectos de maestranza como el de Córdoba de 1858, no llegaron a tomar cuerpo.